# Liste der Bischöfe von Kingston
Die Liste der Bischöfe von Kingston (technisch: Kingston-upon-Thames oder Kingston-on-Thames) stellt die bischöflichen Titelträger der Church of England, der Diözese von Southwark, in der Province of Canterbury dar. Der Titel wurde nach dem Stadtteil Kingston upon Thames benannt.
| Liste der Bischöfe von Kingston | Liste der Bischöfe von Kingston | Liste der Bischöfe von Kingston | Liste der Bischöfe von Kingston          |
| ------------------------------- | ------------------------------- | ------------------------------- | ---------------------------------------- |
| Von                             | Bis                             | Name                            | Anmerkungen                              |
| 1905                            | 1915                            | Cecil Hook                      |                                          |
| 1915                            | 1922                            | Samuel Taylor                   |                                          |
| 1922                            | 1927                            | Percy Herbert                   | danach Bischof von Blackburn und Norwich |
| 1927                            | 1952                            | Frederick Hawkes                |                                          |
| 1952                            | 1970                            | William Gilpin                  |                                          |
| 1970                            | 1978                            | Hugh Montefiore                 | danach Bischof von Birmingham            |
| 1978                            | 1984                            | Keith Sutton                    | danach Bischof von Lichfield             |
| 1984                            | 1992                            | Peter Selby                     | danach Bischof von Worcester             |
| 1992                            | 1997                            | Martin Wharton                  | danach Bischof von Newcastle             |
| 1997                            | 2001                            | Peter Price                     | danach Bischof von Bath und Wells        |
| 2001                            | 2022                            | Richard Cheetham                |                                          |
| 2023                            | Gegenwart                       | Martin Gainsborough             |                                          |